# Mecz lekkoatletyczny Czechosłowacja – Polska 1932
Mecz lekkoatletyczny Czechosłowacja – Polska 1932 – zawody lekkoatletyczne, które odbyły się 24 i 25 września 1932 roku w Pradze. 
Było to siódme spotkanie pomiędzy tymi państwami. Mecz rozegrano między reprezentacjami mężczyzn. W konkurencjach indywidualnych wystąpiło po dwóch zawodników z każdej reprezentacji, a w sztafetach po jednej drużynie. W konkurencjach indywidualnych punktacja była 5:3:1:0, a w sztafetach 10:6. Polska pokonała Czechosłowację 76,33:75,66.

## Rezultaty
| Konkurencja:               | 1. miejsce                                                                         | Rezultat | 2. miejsce                                                                           | Rezultat | 3. miejsce           | Rezultat | 4. miejsce          | Rezultat |
| Bieg na 100 m              | Jaroslav Heyduk                                                                    | 11,2     | Andrej Engel                                                                         | 11,2     | Edward Trojanowski   | 11,3     | Karol Czysz         |          |
| Bieg na 200 m              | Jaroslav Heyduk                                                                    | 22,8     | Ladislav Fišer                                                                       | 23,1     | Edward Trojanowski   | 23,2     | Klemens Biniakowski |          |
| Bieg na 400 m              | Ladislav Fišer                                                                     | 49,9     | Klemens Biniakowski                                                                  | 51,6     | Eduard Novotný       |          | Józef Miller        |          |
| Bieg na 800 m              | Kazimierz Kuźmicki                                                                 | 1:59,8   | Antoni Maszewski                                                                     | 1:59,9   | Václav Drozda        | 2:01,8   | Oldřich Dostál      |          |
| Bieg na 1500 m             | Kazimierz Kuźmicki                                                                 | 4:07,8   | Vojtěch Šimek                                                                        | 4:08,8   | Václav Drozda        | 4:09,0   | Maksymilian Hartlik |          |
| Bieg na 5000 m             | Janusz Kusociński                                                                  | 15:12,4  | Maksymilian Hartlik                                                                  | 15:34,0  | Jozef Koščák         | 15:59,0  | Josef Lédr          | 16:10,0  |
| Bieg na 110 m przez płotki | Stefan Nowosielski                                                                 | 15,7     | Otakar Jandera                                                                       | 15,8     | Wojciech Trojanowski | 16,0     | Ludvík Kománek      | 16,0     |
| Bieg na 400 m przez płotki | Stefan Kostrzewski                                                                 | 58,1     | Antoni Maszewski                                                                     | 58,4     | Vladimír Krátký      | 58,8     | Otakar Jandera      | 1:00,2   |
| Sztafeta 4 × 100 m         | Czechosłowacja · Jaroslav Heyduk · Karel Kněnický · Jiří Hoffmann · Andrej Engel   | 43,8     | Polska · Edward Trojanowski · Karol Czysz · Stefan Nowosielski · Klemens Biniakowski | dyskw.   |                      |          |                     |          |
| Sztafeta 4 × 400 m         | Czechosłowacja · Ladislav Fišer · Eduard Novotný · Oldřich Dostál · Karel Kněnický | 3:23,6   | Polska · Antoni Maszewski · Józef Miller · Stefan Kostrzewski · Klemens Biniakowski  | 3:32,1   |                      |          |                     |          |
| Skok wzwyż                 | Jerzy Pławczyk                                                                     | 1,85     | Břetislav Krátký Władysław Niemiec Jan Zámiš                                         | 1,80     |                      |          |                     |          |
| Skok o tyczce              | Wilhelm Schneider                                                                  | 3,70     | Jan Votava                                                                           | 3,60     | Miroslav Klásek      | 3,60     | Juliusz Kluk        | 3,40     |
| Skok w dal                 | Jiří Hoffmann                                                                      | 7,17     | Zdzisław Nowak                                                                       | 7,06     | Jan Wieczorek        | 6,86     | Břetislav Krátký    | 6,62     |
| Pchnięcie kulą             | František Douda                                                                    | 16,20    | Zygmunt Heljasz                                                                      | 15,55    | Václav Chmelík       | 13,78    | Juliusz Kluk        | 11,86    |
| Rzut dyskiem               | Zygmunt Heljasz                                                                    | 45,49    | František Douda                                                                      | 44,54    | Jan Wieczorek        | 40,93    | Václav Chmelík      | 33,20    |
| Rzut oszczepem             | Walter Turczyk                                                                     | 64,44    | Miroslav Klásek                                                                      | 61,00    | Władysław Mikrut     | 59,82    | [ a ]               |          |